# U-21-Fußball-Europameisterschaft 2009
Die Endrunde der 20. U-21-Fußball-Europameisterschaft fand in der Zeit vom 15. bis 29. Juni 2009 in Schweden statt. An dem Turnier durften Spieler teilnehmen, die am oder nach dem 1. Januar 1986 geboren wurden.
Europameister Niederlande konnte dabei seinen Titel nicht verteidigen, da dieser bereits in der Qualifikationsgruppe 5 an der Schweiz scheiterte. Für die Schweiz (gegen Spanien) war ebenso wie für Österreich (gegen Finnland) in den Entscheidungsspielen für den Einzug in die Endrunde Endstation.
Als Sieger ging die deutsche U-21-Mannschaft aus dem Turnier hervor. Als bester Spieler des Turniers wurde der Schwede Marcus Berg ausgezeichnet.
Sechs Spieler des Europameisters (Manuel Neuer, Jérôme Boateng, Benedikt Höwedes, Mats Hummels, Sami Khedira und Mesut Özil) stellten fünf Jahre später einen Teil des Weltmeister-Teams.

## Modus
An der Qualifikation beteiligten sich 51 Nationen, die auf zehn Gruppen – neun Gruppen zu fünf Teams und eine Gruppe zu sechs Teams – aufgeteilt wurden. Die Gruppensieger und die vier besten Gruppenzweiten ermitteln dann in Hin- und Rückspiel sieben Teilnehmer an der Endrunde. Deutschland qualifizierte sich gegen Frankreich für die Endrunde. Schweden war als Gastgeber automatisch qualifiziert.

## Spielorte
Anlässlich der U-21-Fußball-Europameisterschaft 2009 wurde in Malmö mit dem Malmö-Stadion ein neues Fußballstadion errichtet, das dem Malmö FF als Heimstätte dient. Mit dem Bau wurde am 6. November 2007 begonnen, die Eröffnung fand am 13. April 2009 mit dem Spiel Malmö FF gegen Örgryte IS statt. Bei einer Gesamtinvestitionssumme von 580 Millionen Kronen wird das Stadion bei internationalen Spielen 21.000 Besuchern (ausschließlich Sitzplätze) Platz bieten. Bei nationalen Spielen wird es für 24.000 Zuschauer (18.000 Sitzplätze und 6000 Stehplätze) zugelassen sein.
| Malmö |

| Göteborg |

| Halmstad |

| Helsingborg |

| Malmö |

| Göteborg |

| Halmstad |

| Helsingborg |

## Vorrunde
Die Auslosung für die Endrunde der Unter-21-Europameisterschaft fand am 3. Dezember 2008 im Ausstellungszentrum der Svenska Messan von Göteborg statt. Neben Gastgeber Schweden (in Gruppe A) war Spanien (in Gruppe B) als Teilnehmer mit dem höchsten Koeffizienten (2.700) gesetzt. Ferner waren England (2.600) und Italien (2.333) als Teams mit den nächsthöheren Koeffizienten gesetzt und wurden in Topf 1 eingeteilt, damit ein Aufeinandertreffen frühestens im Semifinale möglich war. Deutschland (Koeffizient 2.100) und die anderen verbliebenen drei Teilnehmer Finnland (2.200), Serbien (2.300) und Belarus (2.000) wurden aus Topf 2 gelost.
Bei Punktgleichheit entschied der direkte Vergleich. Brachte der direkte Vergleich keine Entscheidung, entschieden die bessere Tordifferenz und evtl. die höhere Anzahl erzielter Tore über die bessere Platzierung.

### Gruppe A
| Pl. | Land     | Sp. | S | U | N | Tore    | Diff. | Punkte |
| --- | -------- | --- | - | - | - | ------- | ----- | ------ |
| 1.  | Italien  | 3   | 2 | 1 | 0 | 004:200 | +2    | 07     |
| 2.  | Schweden | 3   | 2 | 0 | 1 | 009:400 | +5    | 06     |
| 3.  | Serbien  | 3   | 0 | 2 | 1 | 001:300 | −2    | 02     |
| 4.  | Belarus  | 3   | 0 | 1 | 2 | 002:700 | −5    | 01     |

|                                                |   |          |           |
| Di., 16. Juni 2009 um 18:15 Uhr in Malmö       |   |          |           |
| Schweden                                       | – | Belarus  | 5:1 (3:1) |
| Di., 16. Juni 2009 um 20:45 Uhr in Helsingborg |   |          |           |
| Italien                                        | – | Serbien  | 0:0       |
| Fr., 19. Juni 2009 um 16:00 Uhr in Helsingborg |   |          |           |
| Schweden                                       | – | Italien  | 1:2 (0:1) |
| Fr., 19. Juni 2009 um 18:15 Uhr in Malmö       |   |          |           |
| Belarus                                        | – | Serbien  | 0:0       |
| Di., 23. Juni 2009 um 20:45 Uhr in Malmö       |   |          |           |
| Serbien                                        | – | Schweden | 1:3 (1:3) |
| Di., 23. Juni 2009 um 20:45 Uhr in Helsingborg |   |          |           |
| Belarus                                        | – | Italien  | 1:2 (1:1) |

### Gruppe B
| Pl. | Land        | Sp. | S | U | N | Tore    | Diff. | Punkte |
| --- | ----------- | --- | - | - | - | ------- | ----- | ------ |
| 1.  | England     | 3   | 2 | 1 | 0 | 005:200 | +3    | 07     |
| 2.  | Deutschland | 3   | 1 | 2 | 0 | 003:100 | +2    | 05     |
| 3.  | Spanien     | 3   | 1 | 1 | 1 | 002:200 | ±0    | 04     |
| 4.  | Finnland    | 3   | 0 | 0 | 3 | 001:600 | −5    | 0      |

|                                             |   |             |           |
| Mo., 15. Juni 2009 um 18:15 Uhr in Halmstad |   |             |           |
| England                                     | – | Finnland    | 2:1 (1:1) |
| Mo., 15. Juni 2009 um 20:45 Uhr in Göteborg |   |             |           |
| Spanien                                     | – | Deutschland | 0:0       |
| Do., 18. Juni 2009 um 18:15 Uhr in Halmstad |   |             |           |
| Deutschland                                 | – | Finnland    | 2:0 (0:0) |
| Do., 18. Juni 2009 um 20:45 Uhr in Göteborg |   |             |           |
| Spanien                                     | – | England     | 0:2 (0:0) |
| Mo., 22. Juni 2009 um 20:45 Uhr in Göteborg |   |             |           |
| Finnland                                    | – | Spanien     | 0:2 (0:1) |
| Mo., 22. Juni 2009 um 20:45 Uhr in Halmstad |   |             |           |
| Deutschland                                 | – | England     | 1:1 (1:1) |

## Finalrunde

### Halbfinale
|                                                |   |             |                                 |
| Fr., 26. Juni 2009 um 18:00 Uhr in Göteborg    |   |             |                                 |
| England                                        | – | Schweden    | 3:3 n. V. (3:3, 3:0), 5:4 i. E. |
| Fr., 26. Juni 2009 um 20:45 Uhr in Helsingborg |   |             |                                 |
| Italien                                        | – | Deutschland | 0:1 (0:0)                       |

### Finale
| Paarung        | Deutschland – England |
| Ergebnis       | 4:0 (1:0) |
| Datum          | 29. Juni 2009 um 20:45 Uhr |
| Stadion        | Malmö-Stadion, Malmö |
| Schiedsrichter | Björn Kuipers ( Niederlande) |
| Tore           | 1:0 Gonzalo Castro (23.), 2:0 Mesut Özil (48.), 3:0 Sandro Wagner (79.), 4:0 Sandro Wagner (84.) |
| Deutschland    | Manuel Neuer – Andreas Beck, Jérôme Boateng, Benedikt Höwedes, Sebastian Boenisch – Mats Hummels (83. Dennis Aogo) – Fabian Johnson (69. Daniel Schwaab), Gonzalo Castro, Sami Khedira, Mesut Özil (89. Marcel Schmelzer) – Sandro Wagner Cheftrainer: Horst Hrubesch |
| England        | Scott Loach – Martin Cranie (80. Craig Gardner), Micah Richards, Nedum Onuoha (46. Michael Mancienne), Kieran Gibbs – Fabrice Muamba (78. Jack Rodwell) – Lee Cattermole, Mark Noble – James Milner, Theo Walcott, Adam Johnson Cheftrainer: Stuart Pearce            |
| Gelbe Karten   | Boenisch, Wagner – keine |

## Schiedsrichter
- Peter Rasmussen
- Tony Chapron
- Björn Kuipers
- Pedro Proença
- Claudio Circhetta
- Cüneyt Çakır

## Mannschaft des Turniers
| Torhüter                                   | Abwehr | Mittelfeld                                                                                 | Stürmer                                                                               | Bester Spieler |
| ------------------------------------------ | --- | ------------------------------------------------------------------------------------------ | ------------------------------------------------------------------------------------- | -------------- |
| Sergio Asenjo Andrea Consigli Manuel Neuer | Andreas Beck Jérôme Boateng Benedikt Höwedes Salvatore Bocchetti Marco Motta Micah Richards Mikael Lustig | Emir Bajrami Rasmus Elm Sjarhej Kisljak James Milner Fabrice Muamba Mark Noble Raúl García | Robert Acquafresca Sebastian Giovinco Marcus Berg Ola Toivonen Mesut Özil Zoran Tošić | Marcus Berg    |

## Beste Torschützen
| Platz | Spieler            | Tore |
| ----- | ------------------ | ---- |
| 1     | Marcus Berg        | 7    |
| 2     | Robert Acquafresca | 3    |
|       | Ola Toivonen       | 3    |
| 4     | Sandro Wagner      | 2    |
|       | Sjarhej Kisljak    | 2    |
|       | Gonzalo Castro     | 2    |